# 夫婦石站

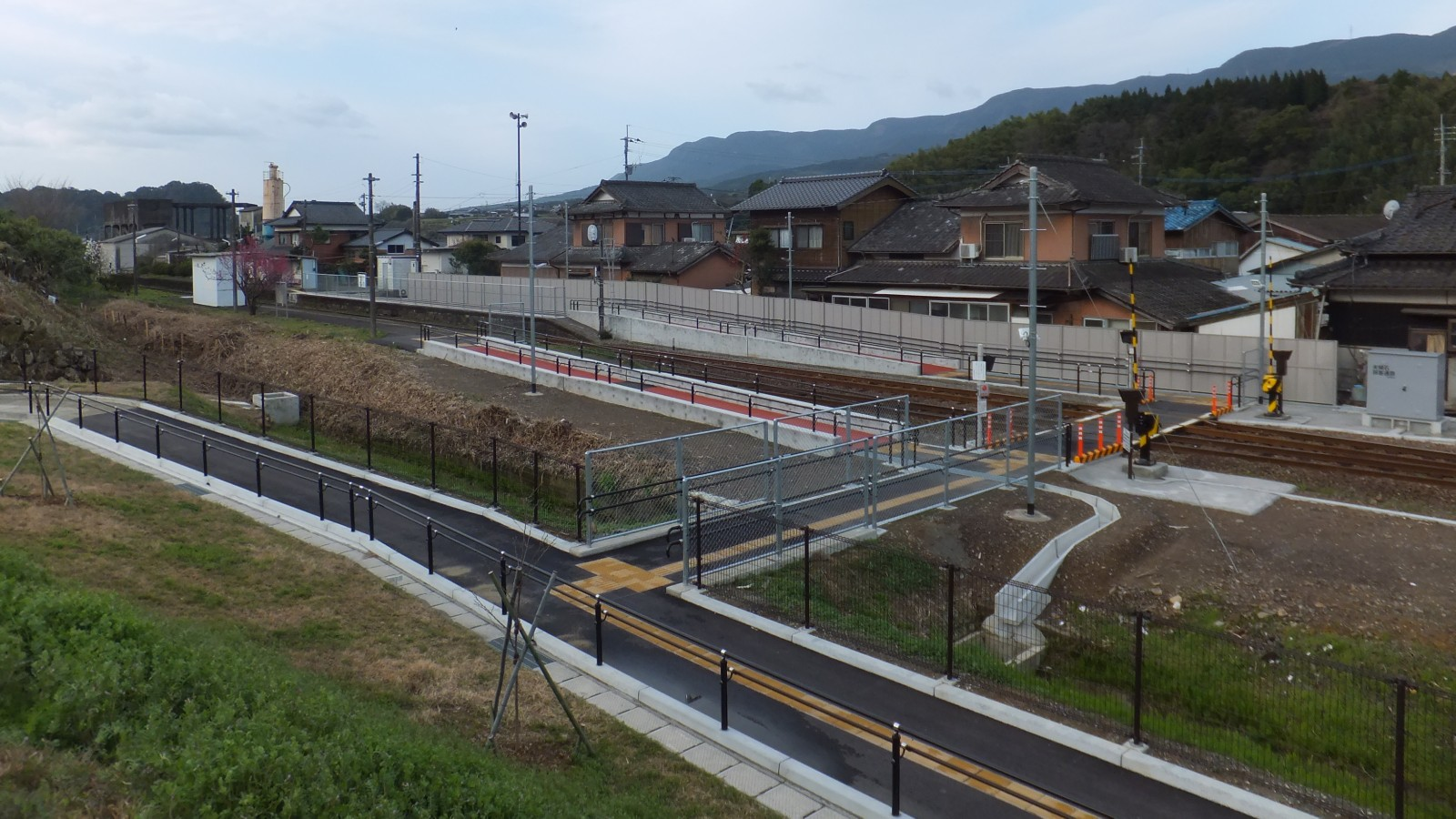
改裝後的連接通道（2012年3月）

夫婦石站（日语：／ Meotoishi eki */?）是位於佐賀縣西松浦郡有田町二之瀨，松浦鐵道的西九州線車站。

## 歷史
- 1898年
  - 8月7日 - 伊萬里鐵道（日语：伊万里鉄道）有田至伊萬里之間開通，車站啟用。
  - 12月27日- 伊萬里鐵道合併至九州鐵道，成為九州鐵道車站。
- 1907年7月1日 - 官設鐵道收購九州鐵道，成為官設鐵道（後來為日本國有鐵道）伊萬里線車站。
- 1945年 - 線路名稱改名為松浦線，成為松浦線車站。
- 1966年10月1日 - 結束貨物起卸業務。
- 1970年10月1日 - 成為無人車站。
- 1987年4月1日 - 伴隨國鐵分割民營化，車站由九州旅客鐵道（JR九州）營運[1][2][3]，成為JR九州松浦線車站。
- 1988年4月1日 - 松浦鐵道接管松浦線，成為松浦鐵道西九州線車站。
- 2012年2月27日 - 在伊萬里有田共立醫院啟用前，為了無障礙化，新設了連接通道。

## 車站構造
車站是一座地面車站，設有2面2線的相對式月台。兩月台之間設有站內平交道連接。車站設有廁所，也曾經設有木造候車室。在2002年6月發生火警後被燒毀和撤走。
在日間，此站會有前往伊萬里和有田的列車進行列車交會。

### 月台
| 月台 | 路線      | 上下行 | 方向               |
| ---- | --------- | ------ | ------------------ |
| 西邊 | ■西九州線 | 上行   | 有田方向           |
| 東邊 | ■西九州線 | 下行   | 伊萬里、佐世保方向 |

## 使用狀況
以下為1日平均乘車人次列表：
| 乘車人員變化 | 乘車人員變化 |
| 年度         | 1日平均人次  |
| ------------ | ------------ |
| 1998         | 17           |
| 1999         | 34           |
| 2000         | 16           |
| 2001         | 23           |
| 2002         | 21           |
| 2003         | 20           |
| 2004         | 20           |
| 2005         | 21           |
| 2006         | 13           |
| 2007         | 10           |
| 2008         | 11           |
| 2009         | 8            |
| 2010         | 19           |
| 2011         | 20           |
| 2012         | 19           |
| 2013         | 34           |
| 2014         | 34           |
| 2015         | 34           |
| 2016         | 16           |
| 2017         | 16           |
|              |              |
| 2022         | 21           |

## 車站周邊
- 夫婦石 - 車站名稱的由來，位於有田川（日语：有田川 (佐賀県)）的一對大小岩石。

## 相鄰車站
松浦鐵道
西九州線
山谷－夫婦石－金武

## 外部連結
- 夫婦石站時間表 （页面存档备份，存于）（日語） - 松浦鐵道